# Val Guest
Val Guest, nato Valmond Maurice Grossmann, (Londra, 11 dicembre 1911 – Palm Springs, 10 maggio 2006), è stato un regista, sceneggiatore e attore britannico.
Celebre per i suoi film di fantascienza realizzati per la Hammer Film Productions durante gli anni cinquanta, per la casa di produzione britannica ha diretto in tutto 17 titoli tra il 1954 e il 1984, compresi due film della saga di Quatermass e il cult movie ...e la Terra prese fuoco.
È stato inoltre attivo nel cinema dagli anni trenta agli anni ottanta, lavorando come sceneggiatore e regista, e in televisione dirigendo svariati episodi di celebri serie televisive britanniche come Spazio 1999 o L'ora del mistero.

## Biografia
Nato a Londra, frequentò il Seaford College.
Guest iniziò a lavorare come attore, apparendo in numerose produzioni dei teatri londinesi. Apparve anche in alcuni dei primi film sonori, prima di rinunciare alla carriera di attore e iniziare a scrivere. Per qualche tempo, durante i primi anni trenta, lavorò come corrispondente per l'Hollywood Reporter, successivamente cominciò a lavorare come sceneggiatore per la Gainsborough Pictures, il suo primo film è No Monkey Business (1935).
Continuò a lavorare per il resto del decennio scrivendo sceneggiature per diversi film, compresi lavori per Will Hay, prima di incominciare la sua carriera di regista con il film Miss London Ltd. (1943). Continuò a dirigere, produrre e scrivere una grossa mole di film durante tutti gli anni quaranta, finché arrivò a dirigere i due lungometraggi della saga di Quatermass, per i quali è più conosciuto, L'astronave atomica del dottor Quatermass (1955) e I vampiri dello spazio (1957). Diresse inoltre i cult movie Il mostruoso uomo delle nevi (1957) e il celebre ...e la Terra prese fuoco (1961), che valse un BAFTA Award a Wolf Mankowitz per la miglior sceneggiatura. Inoltre scrisse e diresse il film Quando i dinosauri si mordevano la coda (1970).
Guest è uno dei molti registi che lavorarono alla parodia dei film di James Bond James Bond 007 - Casino Royale (1967). Dopo il recesso anticipato dal progetto di Peter Sellers, il produttore Charles K. Feldman chiese a Val Guest di girare delle scene supplementari così da dare alla pellicola una completezza narrativa. Feldman inizialmente intendeva attribuire a Guest i crediti di "regista supervisore", ma una volta visionato il prodotto finale, optò per accreditarlo come regista delle "sequenze aggiuntive".
Nel 1972 Guest diresse la commedia soft core Le femmine sono nate per fare l'amore, e nel 1974 diresse il primo film della serie Confessioni di..., Confessioni di un pulitore di finestre. L'ultimo suo film distribuito nei cinema fu The Boys in Blue (1982), un film commerciale per il duo comico Cannon and Ball, remake di una vecchia pellicola del 1939 intitolata Ask a Policeman, che vedeva Val Guest tra gli sceneggiatori.
Durante gli anni settanta lavorò molto per la televisione, dirigendo vari episodi di molte serie  quali Spazio 1999, L'avventuriero e Attenti a quei due, per l'ultima delle quali scrisse anche un episodio. Il suo ultimo lavoro in questo campo risale al 1984, quando diresse svariati episodi della serie televisiva L'ora del mistero.
Nel 2001 pubblicò l'autobiografia So You Want to be in Pictures. Morì all'età di 94 anni nella sua casa di Palm Springs.

### Vita privata
Nel 1954 sposò l'attrice Yolande Donlan, con la quale visse in ritiro a vita privata in California.

## Filmografia

### Regista

#### Cinema
- Miss London Ltd. (1943)
- Bees in Paradise (1944)
- Give Us the Moon (1944)
- Sarai il mio amore (1945)
- Just William's Luck (1947)
- William Comes to Town (1948)
- Murder at the Windmill (1949)
- Miss Pilgrim's Progress (1950)
- Alto comando: operazione uranio (1951)
- Penny Princess (1952)
- The Runaway Bus (1954)
- Life with the Lyons (1954)
- Il grido del sangue (1954)
- The Body Said No! (1954)
- La spada di Robin Hood (1954)
- The Lyons in Paris (1955)
- Interpol agente Z 3 (1955)
- L'astronave atomica del dottor Quatermass (1955)
- They Can't Hang Me (1955)
- It's a Wonderful World (1956)
- L'arma del delitto (1956)
- Carry on Admiral (1957)
- I vampiri dello spazio (1957)
- Il mostruoso uomo delle nevi (1957)
- L'isola dei disperati (1958)
- Up the Creek (1958)
- Further Up the Creek (1958)
- Nemici di ieri (1959)
- Espresso Bongo (1959)
- Life Is a Circus (1960)
- L'assassino è alla porta (Hell is a City) (1960)
- La morsa (The Full Treatment) (1960)
- ...e la Terra prese fuoco (1961)
- Scotland yard: mosaico di un delitto (1962)
- Incubo sulla città (1963)
- Giungla di bellezze (1964)
- A caccia di spie (1965)
- James Bond 007 - Casino Royale (Casino Royale) (1967) (sequenze aggiuntive con Woody Allen e David Niven)
- Superspia K (1968)
- Together (1970)
- Quando i dinosauri si mordevano la coda (1970)
- Le femmine sono nate per fare l'amore (1972)
- Confessioni di un pulitore di finestre (1974)
- Killer Commando - Per un pugno di diamanti (Killer Force) (1976)
- The Shillingbury Blowers (1980)
- The Boys in Blue (1982)

#### Televisione
- Attenti a quei due (The Persuaders) – serie TV, 2 episodi (1971)
- L'avventuriero (The Adventurer) – serie TV, 8 episodi (1972-1973)
- Sporting Chance – film TV (1976)
- Spazio 1999 (Space: 1999) – serie TV, 3 episodi (1976-1977)
- Sherlock Holmes e il dottor Watson (Sherlock Holmes and Doctor Watson) – serie TV, 9 episodi (1979-1980)
- Dangerous Davies: The Last Detective – film TV (1981)
- Shillingbury Tales – serie TV, 6 episodi (1981)
- L'ora del mistero (Fox Mystery Theater) – serie TV, 3 episodi (1984)

### Sceneggiatore
- La parata dell'allegria (Okay for Sound), regia di Marcel Varnel (1937)

### Attore

#### Cinema
- Old Spanish Customers, regia di Lupino Lane (1932) (non accreditato)
- The Innocents of Chicago, regia di Lupino Lane (1932)
- The Maid of the Mountains, regia di Lupino Lane (1932)
- The Bermondsey Kid, regia di Ralph Dawson (1933) (non accreditato)

## Libri
- So You Want to be in Pictures, 2001.